# Conocephalus starmuehlneri
Conocephalus starmuehlneri är en insektsart som beskrevs av Johann Heinrich Kaltenbach 1968. Conocephalus starmuehlneri ingår i släktet Conocephalus och familjen vårtbitare. Inga underarter finns listade i Catalogue of Life.